# Vlag van Hillegom

Vlag van de gemeente Hillegom

Vlag uit 1938

De vlag van Hillegom is op 9 februari 1951 bij raadsbesluit vastgesteld als de gemeentelijke vlag van de  Zuid-Hollandse gemeente Hillegom.  De vlag bestaat uit drie horizontale banen van gelijke hoogte in de kleuren geel-groen-rood. De kleuren zijn afgeleid van het gemeentewapen.
Volgens "Wie Wat Waar?" Jaarboek 1940, een jaarlijkse uitgave van het Rotterdamsch Nieuwsblad in november 1939, was de vlag van Hillegom: drie banen in de kleuren rood, geel en groen. Met op de middelste baan is het schild van het gemeentewapen aangebracht. Op het schild bestaat uit: van keel beladen met eene fasce van sijnople en verzeld van 3 leliën van goud, staande 2 en chef en 1 en pointe.

## Verwante afbeeldingen

Wapen van Hillegom
Vlag van Litouwen

## Opmerking
Dat de vlag hetzelfde kleurenpatroon heeft als de vlag van Litouwen berust op toeval. De hoogte-lengteverhouding van de vlag van Hillegom is 2:3, terwijl de vlag van Litouwen een hoogte-lengteverhouding heeft van 3:5.
Alblasserdam
· Albrandswaard
· Alphen aan den Rijn
· Barendrecht
· Bodegraven-Reeuwijk
· Capelle aan den IJssel
· Delft
· Den Haag
· Dordrecht
· Goeree-Overflakkee
· Gorinchem
· Gouda
· Hardinxveld-Giessendam
· Hendrik-Ido-Ambacht
· Hillegom
· Hoeksche Waard
· Kaag en Braassem
· Katwijk
· Krimpen aan den IJssel
· Krimpenerwaard
· Lansingerland
· Leiden
· Leiderdorp
· Leidschendam-Voorburg
· Lisse
· Maassluis
· Midden-Delfland
· Molenlanden
· Nieuwkoop
· Nissewaard
· Noordwijk
· Oegstgeest
· Papendrecht
· Pijnacker-Nootdorp
· Ridderkerk
· Rijswijk
· Rotterdam
· Schiedam
· Sliedrecht
· Teylingen
· Vlaardingen
· Voorne aan Zee
· Voorschoten
· Waddinxveen
· Wassenaar
· Westland
· Zoetermeer
· Zoeterwoude
· Zuidplas
· Zwijndrecht